# Çağlar Ertuğrul
Çağlar Ertuğrul (İzmir, 1987. november 5. — ) többszörös Arany Pillangó díjas török színész és gépészmérnök.

## Élete

### Magánélet
Ertuğrul İzmirben született fogorvos és geológiai mérnök fiaként. A Bornova Gimnáziumban érettségizett, majd a Koç Egyetemre ment, ahol gépészmérnöki diplomát szerzett. Később úgy döntött, hogy művészeti pályát folytat.

### Pályafutás
Első színészi munkája egy színpadi darab volt  2009. április 13-án a Koç Egyetemen, a Rómeó és Júlia c. előadásban. Először 2012–2014 között a Benim Için Üzülme c. sorozatban tűnt fel a kis képernyőn. 2012-ben Alper Çağlar által rendezett Dağ c. film főszereplője volt, majd 2016-ban a film folytatásában. 2014-ben Kurt Seyit ve Sura c. sorozatban játszott, Yusuf szerepében. 2015-ben a Medcezirben játszott, Inanç Pars szerepében. 2017-ben Ertuğrul főszerepet játszott a Fazilet asszony és lányai című sorozatban. 2019-2020-ban egy jóképű playboy, Kerem Yiğiter szerepét játszotta az Afili Aşkban (A szerelem csapdájában).

## Filmográfia
| Filmek               | Filmek                    | Filmek               | Filmek        |
| Year                 | Cím                       | Szerep               | Magyar hang   |
| -------------------- | ------------------------- | -------------------- | ------------- |
| 2012                 | Dağ                       | Üsteğmen Oğuz Çağlar |               |
| 2015                 | Bana Masal Anlatma        | Haşmet               |               |
| 2016                 | Dağ 2                     | Üsteğmen Oğuz Çağlar |               |
| 2017                 | Biz Size Döneriz          | Akin Yilmaz          |               |
| 2018                 | Ailecek Şaşkınız          | Onay                 |               |
| 2018                 | Maradj velem!             | Emir Kurt            | ?             |
| 2019                 | Kızım Gibi Kokuyorsun     | İbrahim              |               |
| Televíziós sorozatok |                           |                      |               |
| Év                   | Cím                       | Szerep               | Magyar hang   |
| 2012–2014            | Benim İçin Üzülme         | Sinan Avcıoğlu       |               |
| 2014                 | Beyaz Karanfil            | Başar Korkmaz        |               |
| 2014                 | Boynu Bükükler            | Galoş Ersen          |               |
| 2014                 | Kurt Seyit ve Şura        | Yusuf                |               |
| 2014                 | Medcezir                  | Inanç Pars           |               |
| 2017–2018            | Fazilet asszony és lányai | Yağız Egemen         | Papp Dániel   |
| 2019–2020            | A szerelem csapdájában    | Kerem Yiğiter        | Szatory Dávid |
| 2021–2022            | Teşkilat                  | Serdar Kılıçarslan   |               |
| 2024                 | Kalpazan                  | Kartal               |               |

## Elismerések
| Év   | Díj                                     | Kategória                                        | Sorozat                   | Eredmény | Forrás |
| ---- | --------------------------------------- | ------------------------------------------------ | ------------------------- | -------- | ------ |
| 2018 | Turkey Youth díjgála                    | Legjobb színész                                  | Fazilet asszony és lányai | Elnyerte |        |
| 2019 | Kelet-Európai Nemzetközi Filmfesztivál  | Legjobb főszereplő idegen nyelvű filmben         | Kızım Gibi Kokuyorsun     | Elnyerte |        |
| 2019 | 45. Arany Pillangó díjgála              | A legjobb színész romantikus vígjáték sorozatban | A szerelem csapdájában    | Elnyerte |        |
| 2019 | 45. Arany Pillangó díjgála              | A legjobb tévés pár (Kerem és Ayşe)              | A szerelem csapdájában    | Jelölve  |        |
| 2019 | Turkey Youth díjgála                    | Legjobb színész mozifilmben                      | Maradj velem!             | Elnyerte |        |
| 2019 | Turkey Youth díjgála                    | Legjobb filmszínész                              | Maradj velem!             | Elnyerte |        |
| 2020 | Nyugat-Európai Nemzetközi Filmfesztivál | Legjobb színész televíziós sorozatokban          | A szerelem csapdájában    | Elnyerte |        |
| 2020 | Turkey Youth díjgála                    | Legjobb TV-s színész                             | A szerelem csapdájában    | Jelölve  |        |
| 2020 | 46. Arany Pillangó díjgála              | Legjobb színész                                  | A szerelem csapdájában    | Elnyerte | [ 10 ] |
| 2021 | 47. Arany Pillangó díjgála              | Legjobb színész                                  | Teşkilat                  | Elnyerte |        |
| 2022 | Quality díj                             | Legjobb minőségű színész                         | Teşkilat                  | Elnyerte |        |